# TRNA(シトシン-5-)-メチルトランスフェラーゼ
tRNA(シトシン-5-)-メチルトランスフェラーゼ (tRNA (cytosine-5-)-methyltransferase) は、次の化学反応を触媒する酵素である。
S-アデノシル-L-メチオニン + tRNA {\displaystyle \rightleftharpoons } S-アデノシル-L-ホモシステイン + tRNA含有 5-メチルシトシン
したがって、この酵素の基質はS-アデノシルメチオニンとtRNA、生成物はS-アデノシルホモシステインとtRNA含有 5-メチルシトシンである。
この酵素は転移酵素、特に1炭素基メチルトランスフェラーゼに属する。系統名はS-adenosyl-L-methionine:tRNA (cytosine-5-)-methyltransferaseで、別名にtransfer ribonucleate cytosine 5-methyltransferaseおよびtransfer RNA cytosine 5-methyltransferaseがある。